# Pero perfusa
Pero perfusa är en fjärilsart som beskrevs av W. Warren 1907. Pero perfusa ingår i släktet Pero och familjen mätare. Inga underarter finns listade i Catalogue of Life.